# Cà Mau
 (avril 2021).
Si vous disposez d'ouvrages ou d'articles de référence ou si vous connaissez des sites web de qualité traitant du thème abordé ici, merci de compléter l'article en donnant les références utiles à sa vérifiabilité et en les liant à la section « Notes et références ».

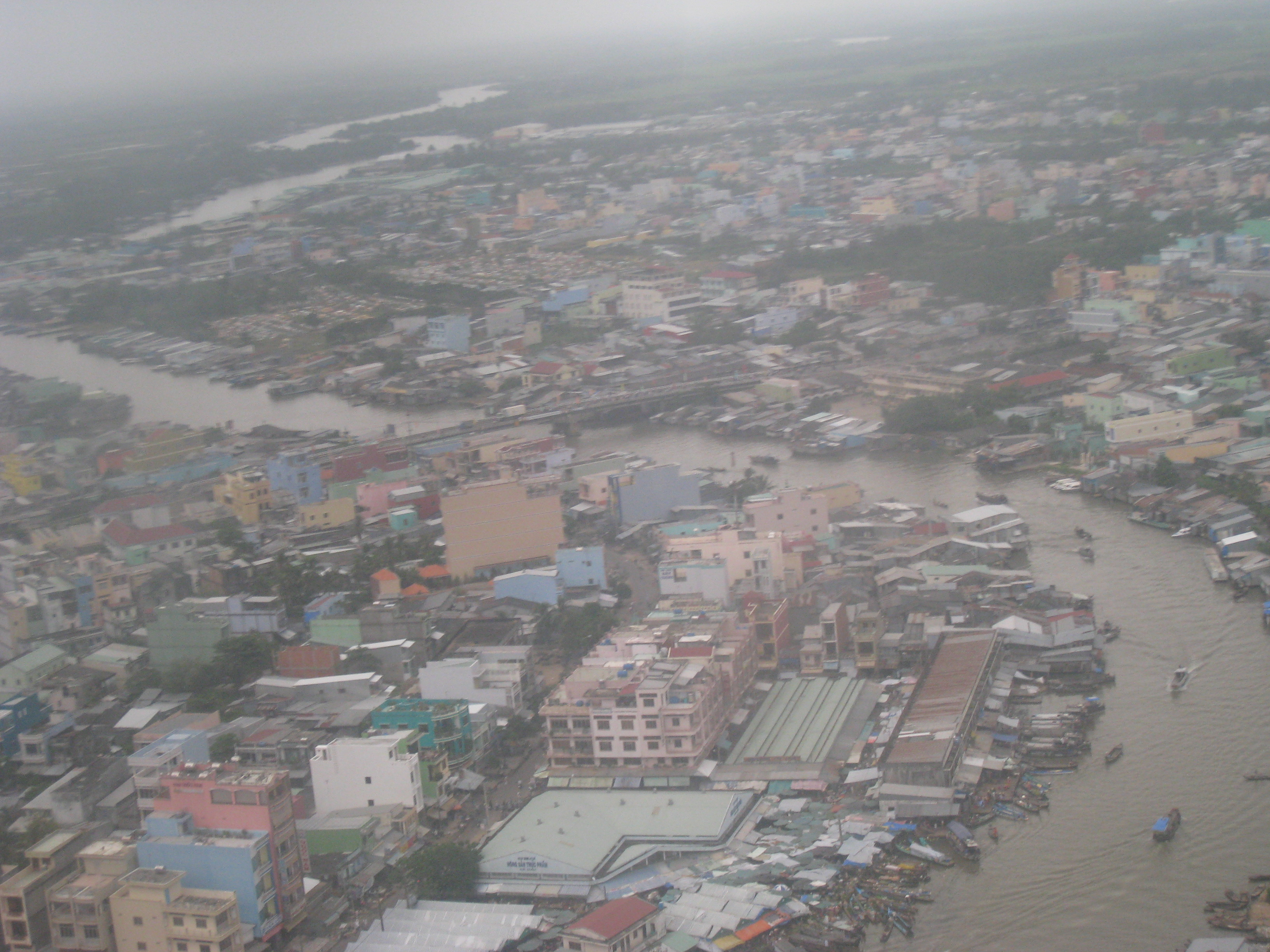
Ca Mau

Cà Mau (Khmer : ទឹកខ្មៅ Teuk Khmao) est une ville du Viêt Nam. C'est la capitale de la province de Cà Mau. Cà Mau se trouve dans le delta du Mékong, à 360 km au sud-ouest de Hô Chi Minh-Ville et à 180 km sud-ouest de Cần Thơ. On y accède par la route ou par avion via l'aéroport de Cà Mau. La ville se distingue par un système de transport par canaux, la plupart des marchandises étant transportée par bateau.
Nguyễn Tấn Dũng, Premier ministre du Viêt Nam de 2006 à 2016, est né à Cà Mau.

## Activités économiques principales
Cette ville est le plus grand exportateur de crevettes du Viêt Nam. En 2005, la seule province de Cà Mau a exporté ce produit pour une valeur d'environ 500 millions de dollars américains.
Un grand projet pétrolier est en construction : le projet de centrale au gaz et de fosse phytosanitaire, capitalisé à hauteur de 1,4 milliard de dollars américains. Ce projet comprend :
- deux centrales thermiques (pour une capacité totale de 1 500 MW) ;
- une fosse pouvant accueillir jusqu'à 800 000 tonnes d'urée par an ;
- un gazoduc s'approvisionnant en gaz à partir du puits PM3 (à la frontière entre les zones économiques exclusives de la Malaisie et du Viêt Nam) ; une capacité de transport de deux millions de mètres cubes de gaz par an est prévue.

Le projet entier devait être achevé en 2009.